# Pío Baroja

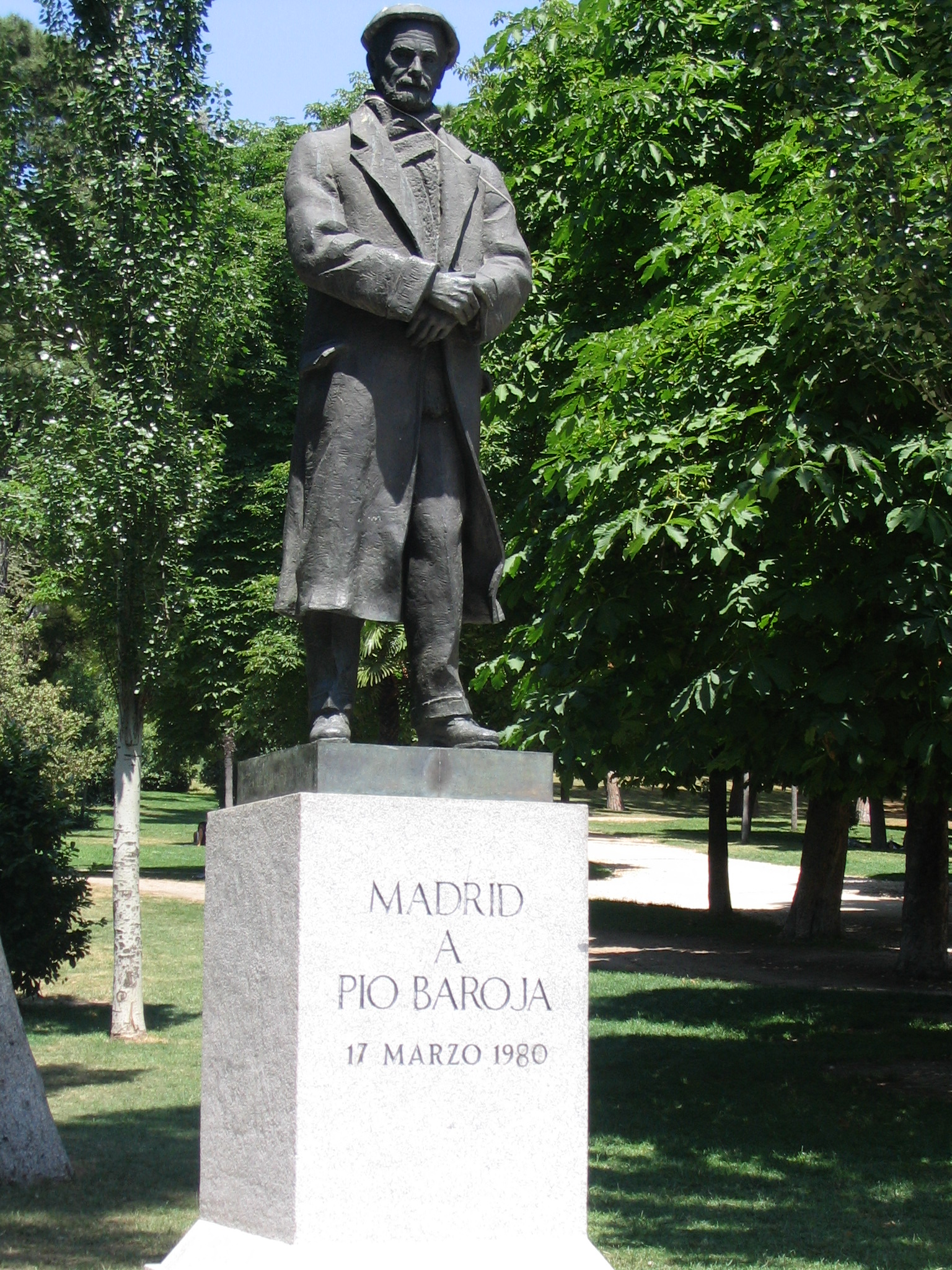
Statuia lui Pío Baroja, pe când se afla în parcul madrilen Retiro

Pío Baroja y Nessi (n. 28 decembrie 1872, San Sebastián, Comunitatea Autonomă a Țării Basce, Spania – d. 30 octombrie 1956, Madrid, Noua Castilie⁠(d), Spania) a fost un scriitor spaniol care aparține așa-numitei Generații a lui 98.

## Biografie
Atât din partea tatălui (Serafín Baroja Zornoza), cât și a mamei (Carmen Nessi y Goñi), Pío Baroja a provenit din familii foarte distinse și cunoscute în San Sebastián, relaționate cu jurnalismul și afacerile tipografice. Străbunicul din partea tatălui, Rafael, a fost un proprietarul unei tipografii care a editat „La Papeleta de Oyarzun” (ziar din Țara Bascilor) și alte texte în timpul războiului împotriva lui Napoleon. Bunicul său Pío a editat în San Sebastián ziarul „El Liberal Guipuzcoano” (1820-1823) în timpul Războiului Civil din acea perioadă și a tipărit „Historia de la Revolución Francesa” de Thiers în douăsprezece volme, în traducerea lui Sebastián de Miñano y Bedoya. Copiii lui Rafael Baroja, Ignacio Ramón y Pío, au continuat afacerile tipografice, iar unul dintre fiii bunicului Pío, Ricardo, unchiul scriitorului, va ajunge editorul ziarului „El Urumea”. Între strămoșii mamei scriitorului se afla o ramură italiană lombardă, Nessi, căreia scriitorul îi datorează al doilea său nume de familie.
Pío a fost cel mai mic dintre trei frați : Darío, care a murit de tânăr, în 1894; Ricardo, care a fost de asemenea scriitor, precum și un pictor important, cunoscut pentru acvafortele sale, în timp ce Pío a abandonat profesia de medic pentru a deveni romancier. La mare distanță de cei trei frați s-a născut Carmen, care avea să devină însoțitorul nedespărțit al romancierului și soția viitorului editor al fratelui său, Rafael Caro Raggio, precum și o scriitoare ocazională. Tatăl fraților Baroja, Serafín, era, pe lângă un om neliniștit și călător, și jurnalist cu idei liberale, inginer de mine, ceea ce a presupus pentru familia sa schimbări constante de reședință, pe întreg teritoriul Spaniei. Acest fapt l-a determinat pe romancier să-și piardă rădăcinile și să fie un bun cunoscător al peisajelor Spaniei, devenind și un pasionat al călătoriilor. La șapte ani viitorul romancier a trebuit să plece cu familia la Madrid, unde tatăl său obținuse o funcție în cadrul Institutului Geografic și Statistic; dar s-au întors la Pamplona și din nou la Madrid. Pío citise deja clasici ai copilăriei (Jules Verne, Mayne Ried sau Daniel Defoe). A refuzat să își satisfacă stagiul militar. În 1891 a absolvit facultatea de medicină din Valencia și a obținut titlul de doctor în Madrid, în 1894, cu teza „Durerea, studiu psihofizic”.
Nu a fost un student bun, datorită lipsei de interes, fiind catalogat încă de pe atunci cu un caracter morocănos, ursuz și veșnic nemulțumit; nu a simpatizat nici un profesor și era hipercritic în toate privințele; nu îl atrăgea nici o profesie, în schimb scrisul nu îi displăcea. Timid și retras în același timp, nu s-a căsătorit niciodată. După ce și-a prezentat teza, a plecat în același an, 1894, la Cestona, Guipúzcoa, pentru a deveni medic. Era scârbit însă de profesia lui și s-a certat cu vechiul medic, cu primarul, cu preotul și cu sectorul catolic al satului, care îl acuza că muncea duminicile în grădina sa și că nu merge la slujbă, ceea ce, având în vedere că Pío era ateu, era logic. După un an petrecut în Cestona s-a întors în San Sebastián, dispus să fie orice în afară de medic, și a avut norocul că în Madrid fratele său Ricardo se ocupa de o brutărie pe care mătușa lor le-o lăsase moștenire; Ricardo i-a scris lui Pío că nu mi suporta, iar acesta s-a decis să se ocupe de brutărie. Stabilit în Madrid, a început să colaboreze la diverse ziare și reviste, simpatizând cu doctrinele sociale anarhiste, dar fără a milita pentru ele. Precum contemporanul său Miguel de Unamuno, nu putea suporta naționalismul basc, împotriva căruia a scris satira „Momentum catastrophicum”.
În 1900 a publicat prima sa carte, o culegere de povești intitulată „Vidas sombrías” („Vieți sumbre”), majoritatea compuse în Cestona și bazate pe oameni din acea din regiune și pe experiențele sale ca medic. În această operă se regăsesc germenii tuturor obsesiilor reflectate în novelistica sa posterioară. Cartea a fost citită și comentată de către scriitori de prestigiu precum : Miguel de Unamuno, care a fost atât de încântat încât și-a exprimat dorința de a-l cunoaște personal pe autor, Azorín sau Benito Pérez Galdós. Baroja se apropia astfel din ce în ce mai mult de lumea literară și până la urmă a abandonat complet brutăria. A început o prietenie specială cu anarhistul José Martínez Ruiz, cunoscut drept Azorín, care l-a îndemnat să intre în politică. Baroja a încercat să ajungă în consiliul local la Madrid și chiar deputat, dar fără succes. În urma apropierii lui Azorín de partidul conservator al lui Antonio Maura, prietenia dintre cei doi s-a destrămat.
Pío Baroja a călătorit după aceea prin toată Europa (a locuit de mai multe ori la Paris, a stat ceva timp la Londra, a trecut prin Italia, Belgia, Elveția, Germania, Norvegia, Olanda și Danemarca) și a pus bazele unei biblioteci impresionante, specializată în ocultism, vrăjitorie și istoria secolului al XIX-lea, în cadrul unei ferme cumpărate și restaurate de el cu mult bun gust, unde obișnuia să petreacă vara cu familia. În călătoriile de-a lungul Spaniei a fost mai mereu însoțit de către frații săi Carmen și Ricardo, dar și de Ramiro de Maeztu, Azorín sau o dată chiar de José Ortega y Gasset, fiind vorba de o călătorie cu mașina pe traseul urmat de generalul Gómez în timpul Primului Război Carlist (1833-1840). 
În romanele sale a fost reflectată o filozofie impregnată de pesimismul profund al lui Arthur Schopenhauer, dar care predica într-o anumită măsură un fel de mântuire prin acțiune, după modelul lui Friedrich Nietzsche : de aici personajele aventuriere și vitaliste, frecvente în romanele sale, dar și cele câteva abulice și resemnate, precum Andrés Hurtado în „El árbol de la ciencia” („Arborele științei”) sau Fernando Ossorio în „Camino de perfección” („Drum de perfecțiune”), două dintre romanele sale oarecum finisate. A sfârșit prin a se identifica cu doctrinele liberale și prin a detesta comunismul, fără să-și abandoneze în vreun moment ideile anticlericale, misoginia și concepțiile antropologice lombrosiene, un pic arhaice. În 1935 a fost admis în Real Academia de la Lengua, poate unicul onor oficial de care a avut parte.
În timpul Războiului Civil a fost amenințat de către carliști și a emigrat la Paris, unde a locuit până la sfârșitul războiului. S-a întors în țară după terminarea conflictului, dar a avut probleme cu cenzura, care nu i-a permis publicarea romanului având ca temă Războiul Civil, „Miserias de la guerra”, nici continuarea lui, „A la desbandada” („La debandadă”). A organizat o tertulie cu caracter sceptic, la care a avut onoarea să participe și Juan Benet. Sora lui Pío, Carmen, a murit în 1949, iar fratele său Ricardo în 1953. Afectat din ce în ce mai grav de arteroscleroză, Pío Baroja a murit în 1956 și a fost îngropat într-un cimitir civil ca ateu, în ciuda scandalului provocat la nivel oficial și a presiunilor asupra nepotului său, antropologul Julio Caro Baroja, de a renunța la voința unchiului său. Coșciugul a fost purtat pe brațe de, între alții, Ernest Hemingway și Camilo José Cela, amândoi câștigători ai premiului Nobel pentru literatură și admiratori ai lui Baroja. Cela își amintește de calitatea proastă a coșciugului, deoarece după începerea ploii lemnul, murdărindu-i hainele. De asemenea scriitorul american John Dos Passos și-a exprimat admirația și îndatorirea față de Baroja.

## Analiza operei
Baroja a cultivat în mod deosebit genul narativ, dar s-a apropiat de multe ori și de eseu, și uneori de teatru, poezie  („Canciones del suburbio”, „Cântece din suburbie”) sau biografie.
Însuși autorul și-a grupat romanele, într-un mod oarecum arbitrar, în zece trilogii și unele tetralogii, deși este dificil să distingi elementele lor comune : Tierra vasca („Pământ basc”), La lucha por la vida („Lupta pentru viață”), El pasado („Trecutul”), El mar („Marea”), La raza („Rasa”), Las ciudades („Orașele”), Agonías de nuestro tiempo („Agonii ale timpului nostru”), La selva oscura („Pădurea întunecoasă”), La juventud perdida („Tinerețea pierdută”) și La vida fantástica („Viața fantastică”).
- Tierra vasca reunește La casa de Aitzgorri (1900), El mayorazgo de Labraz (1903) și Zalacaín el aventurero (1909).
- La lucha por la vida reunește La busca (1904), Mala hierba (1904) și Aurora Roja (1905).
- La raza este formată din El árbol de la ciencia (1911), La dama errante (1908) și La ciudad de la niebla („Orașul negurii”) (1909).
- El pasado reunește La feria de los discretos („Bâlciul discreților”), Los últimos románticos și Las tragedias grotescas.
- La vida fantástica este formată din Aventuras, inventos y mixtificaciones de Silvestre Paradox (1901), Camino de perfección (pasión mística) (1901) și Paradox rey (1906).
- Las ciudades reunește César o nada (1910); El mundo es ansí (1912); La sensualidad pervertida: ensayos amorosos de un hombre ingenuo en una época de decadencia („Senzualitatea pervertită : eseuri amoroase ale unui om naiv, într-o epocă a decadenței”) (1920).
- El mar: Las inquietudes de Shanti Andía (1911); El laberinto de las sirenas (1923); Los pilotos de altura (1931); La estrella del capitán Chimista (1930).
- Los amores tardíos: El gran torbellino del mundo („Marele vârtej al lumii”) (1926); Las veleidades de la fortuna (1927); Los amores tardíos (1942).
- La selva oscura: La familia de Errotacho (1932); El cabo de las tormentas („Capul furtunelor”) (1932); Los visionarios (1932).
- La juventud perdida: Las noches del Buen Retiro (1934); Locuras de carnaval (1937); El cura de Monleón („Preotul din Monleón”) (1936).

Romanele pe care Baroja nu le-a grupat în nici o trilogie sunt : Susana y los cazadores de moscas („Susana și vânătorii de muște”) (1938), Laura o la soledad sin remedio (1939), El caballero de Erlaiz (1943), El hotel del Cisne (1946) sau El cantor vagabundo (1950). În ultimii săi ani a încercat să scrie o nouă trilogie, despre Războiul Civil Spaniol, dar cenzura franchistă nu i-a permis publicarea ei; cu trecerea la democrație, însă, o parte din ele a început să fie publicată; prima a fost „Miserias de la guerra”, și s-a anunțat publicarea următoarei, „A la desbandada”.
Între 1913 și 1935 au apărut cele 22 de volume ale unui roman istoric foarte lung, „Memorias de un hombre de acción” („Memoriile unui om de acțiune”), bazat pe viața unui înaintaș al său, conspiratorul și aventurierul liberal și mason Eugenio de Aviraneta (1792-1872), prin intermediul căreia sunt reflectate cele mai importante evenimente din istoria spaniolă a secolului XIX, de la Războiul de Independență până la regența Mariei Cristina, trecând prin domnia turbulentă a lui Ferdinand al VII-lea al Spaniei.
Volumele sunt următoarele : El aprendiz de conspirador („Ucenicul de conspirator”) (1913), El escuadrón del «Brigante» (1913), Los caminos del mundo („Drumurile lumii”) (1914), Con la pluma y con el sable („Cu pana și cu sabia”) (1915), care narează perioada în care Aviraneta a fost consilier comunal în Aranda de Duero, Los recursos de la astucia („Resursele șireteniei”) (1915), La ruta del aventurero (1916), Los contrastes de la vida („Contrastele vieții”) (1920), La veleta de Gastizar („Girueta lui Gastizar”) (1918), Los caudillos de 1830 („Conducătorii din 1830”) (1918), La Isabelina (1919), El sabor de la venganza („Gustul răzbunării”) (1921), Las furias („Furiile”) (1921), El amor, el dandysmo y la intriga (1922), Las figuras de cera („Figurile de ceară”) (1924), La nave de los locos (1925, în a cărei prefață se apară în fața criticilor aduse manierei sale de a scrie romane, exprimate de José Ortega y Gasset în El Espectador), Las mascaradas sangrientas („Mascaradele sângeroase”) (1927), Humano enigma (1928), La senda dolorosa („Cărarea dureroasă”) (1928), Los confidentes audaces (1930), La venta de Mirambel (1931), Crónica escandalosa (1935) și Desde el principio hasta el fin („De la început până la sfârșit”) (1935).
Baroja a publicat de asemenea povestiri, precum acelea pe care le-a recules în Vidas sombrías (1900) și Idilios vascos (1902); cărți autobiografice și de memorii (Juventud, egolatría și cele opt volume Desde la última vuelta del camino, compuse pentru El escritor según él y según los críticos, 1944; Familia, infancia y juventud, 1945; Final de siglo XIX y principios del XX, 1946; Galería de tipos de la época, 1947; La intuición y el estilo, 1948; Reportajes, 1948; Bagatelas de otoño, 1949; y La Guerra Civil en la frontera, 2005).
A redactat de asemenea biografii, precum Juan van Halen sau Aviraneta o la vida de un conspirador (1931); eseuri, precum El tablado de Arlequín (1904), La caverna del humorismo (1919), Momentum catastrophicum, Divagaciones apasionadas (1924), Las horas solitarias, Intermedios. Vitrina pintoresca, Rapsodias. Pequeños ensayos, El diablo a bajo precio, Ciudades de Italia, La obra de Pello Yarza y otras cosas, Artículos periodísticos, precum și unele opere dramatice : La leyenda de Jaun de Alzate (1922), Nocturnos del hermano Beltrán, Todo acaba bien... a veces, Arlequín, mancebo de botica, Chinchín, comediante y El horroroso crimen de Peñaranda del Campo.
Defensorul romanului deschis, deoarece îl considera o „curgere în succesiune” („Romanul în general este precum curentul istoriei : nu are început, nici sfârșit; începe și termină unde se dorește”), își compune operele prin intermediul unei serii de episoade dispersate, care sunt unite, de multe ori, prin prezența unui personaj central.
Majoritatea personajelor barojiene sunt ființe inadaptate, care se opun mediului și societății în care trăiesc, dar care se dovedesc a fi impotente, incapabile de energia necesară unei lupte lungi, terminând astfel frustrați, învinși și chiar distruși, uneori fizic, de cele mai multe ori moral, și, în consecință, condamnați să se supună sistemului pe care inițial l-au refuzat.
Scepticismul barojian, concepția sa a unei lumi lipsite de sens, lipsa lui de credință în om, îl determină să respingă orice soluție vitală posibilă, fie ea religioasă, politică sau filozofică, și, pe de altă parte, îl conduc spre un individualism pronunțat, care nu poate fi numit liberal, deoarece nu este optimist, ci mai degrabă anarhist.
I s-a reproșat în repetate rânduri lui Baroja neglijența în maniera sa de a scrie. Această neglijență este cauzată de tendința sa antiretorică, deoarece respingea perioadele lungi și labirintice ale prolicșilor naratori realiști, atitudine comună cu cea a unor contemporani de-ai săi, precum și de dorința sa de a crea ceea ce el a numit o „retorică de ton minor”, caracterizată de :
- Folosirea perioadei scurte.
- Simplitate și economie expresivă: «Scriitorul care cu cele mai puține cuvinte transmite o senzație, este cel mai bun».
- Impresionism descriptiv: selectarea caracteristicilor semnificative, mai degrabă decât reproducerea fotografică detaliată, specifică minuțioșilor și documentaților naratori realiști.
- Ton acru, alegerea unui lexic care degradează realitatea, în ton cu atitudinea pesimistă a autorului.
- Eseuri scurte și intermedii lirice intense.
- Timp narativ rapid, cronotop dilatat.
- Dialoguri care respectă oralitatea și naturalețea.
- Dorință de exactitate și precizie, trăsături stilistice care conferă farmecul, dinamismul și senzația de naturalețe și viață, pe care scriitorul le pretindea romanelor sale.